# Basile (Luisiana)
Basile é uma cidade  localizada no estado americano de Luisiana, na Paróquia de Acádia e Paróquia de Evangeline.

## Demografia
Segundo o censo americano de 2000, a sua população era de 1660 habitantes. 
Em 2006, foi estimada uma população de 2399, um aumento de 739 (44.5%).

## Geografia
De acordo com o United States Census Bureau tem uma área de 
3,0 km², dos quais 3,0 km² cobertos por terra e 0,0 km² cobertos por água. Basile localiza-se a aproximadamente 15 m acima do nível do mar.

## Localidades na vizinhança
O diagrama seguinte representa as localidades num raio de 24 km ao redor de Basile. 